# SYPRO
SYPRO steht für Systematik im Produzierenden Gewerbe, die früher in der deutschen amtlichen Statistik gebräuchlich war. Diese Systematik speziell für das produzierende Gewerbe baute auf der WZ 1979 auf und wurde später durch die WZ 93, WZ 2003 und aktuell durch die WZ 2008 abgelöst.